# Višeslav (prince serbe)
Ne doit pas être confondu avec Višeslav de Croatie.
Višeslav (en cyrillique serbe: Вишеслав; en grec: Βοϊσέσθλαβος) ou Vojislav (en cyrillique serbe: Војислав) est le premier souverain serbe dont nous connaissions le nom ; il dirigea le pays vers 780. On ignore à peu près tout de lui, sauf son nom. 
Considérée par Constantinople comme faisant partie de l’Empire byzantin, la Serbie était alors une principauté slave située dans l’ouest des Balkans, voisine de la Bulgarie à l’est. Selon le De Administrando Imperio, datant du milieu du Xe siècle, Višeslav aurait été l’ancêtre de la première dynastie serbe connue dans l’historiographie sous le nom de Vlastimirović. Lui-même serait le descendant d’un « Prince de Serbie blanche », ou « Prince sans nom » qui aurait mené une partie du peuple serbe — l'autre moitié étant restée en Allemagne actuelle (Sorabie, Lusace) — vers la province de Dalmatie où les Serbes auraient été, au moins nominalement, sous la suzeraineté byzantine. Cette dynastie devait régner sur la principauté de Serbie du début du VIIe siècle jusqu’à environ 960. 

## Contexte historique

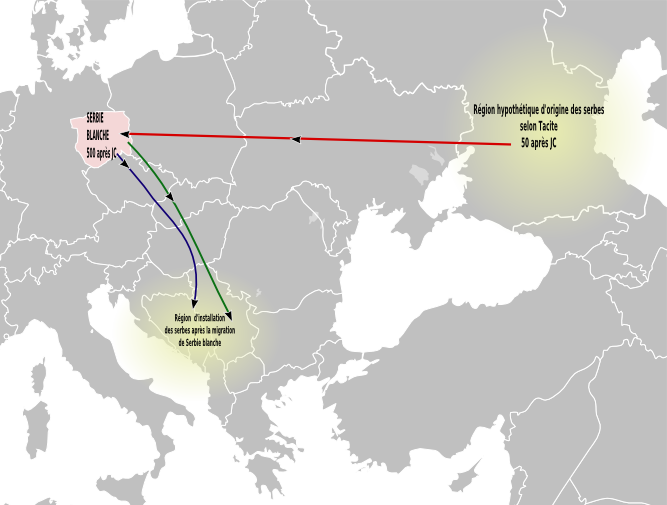
En rouge, migration hypothétique du nord Caucase vers l'Europe centrale; en bleu, migration de la Serbie blanche avec à leur tête le Prince de Serbie Blanche vers 600 apr. J.-C.; en vert, échange de population entre l'Empire byzantin et la Grande-Moravie : des Serbes s'installent dans la vallée de la Morava (Serbie) à la place des populations valaques qui vont à l'ouest de Prague en 990.

Dans son De Administrando Imperio, Constantin VII Porphyrogénète consacre les chapitres 29 à 32 à l’établissement de divers peuples en Dalmatie, dont les Croates (chap. 31) et les Serbes (chap. 32).
Selon Constantin VII, les Serbes païens ou « blancs » (signifiant qu’ils venaient de l’ouest), vivaient  au-delà de la Turquie (la Hongrie d’aujourd’hui), dans un endroit  voisin de la Francie. Lorsque deux frères, dont l’empereur ne cite pas les noms, succédèrent à leur père pour diriger la Serbie, l’un d’eux avec la moitié du peuple, réclama la protection de l’empereur Héraclius qui leur donna un territoire dans la région de Thessalonique appelé Serblia (Srbica; aujourd’hui Skenderaj au Kosovo). Peu après, ils décidèrent de retourner chez eux, mais ayant franchi le Danube, ils changèrent d’avis. L’empereur leur donna alors comme territoire une région qui avait aussi été dévastée par les Avars entre la rivière Save et les Alpes dinariques et qui correspondrait aujourd’hui au Monténégro, à l’Herzégovine et à la Dalmatie du sud. Tout comme dans le cas des Croates, l’empereur fit venir des prêtres de Rome pour les convertir et les baptiser,. 
Les affirmations de Constantin VII à l’effet que les Serbes étaient les « esclaves » de l’empereur (Constantin explique l’origine du mot « Serbe » par son étymologie latine « servus/esclave ») et furent baptisés sous Héraclius télescopent des évènements qui se sont succédé jusqu’au IXe siècle et reflètent davantage l’idéologie impériale de l’époque que la réalité  : d’une part la christianisation des Serbes ne fut guère profonde et dut être reprise au IXe siècle; d’autre part si les Serbes ne contestèrent pas l’autorité de Constantinople c’est que celle-ci, occupée à lutter contre les Perses en Asie, avait trop à faire pour s’occuper de la côte dalmate, alors que les nouveaux arrivants devaient lutter au cours du VIIIe siècle et au début du IXe siècle contre les flottes arabes qui poussaient des incursions dans l’Adriatique. Effectif dans certaines villes de  la côte dalmate, le pouvoir de Constantinople demeurait nominal à l’intérieur du pays,.
Selon le De Administrando Imperio, la « Serbie baptisée » (par opposition à la Serbie non baptisée d’où ils venaient)  "jouxtait tous les autres pays, mais au nord elle touche la Croatie et au sud la Bulgarie". L’empereur leur accorda également d’autres territoires qui avaient été ravagés par les Avars, lesquels en avaient chassé la population romaine : la Paganie, la Zachloumie, la Travounie et le pays des Kanalites. Les frontières de ces pays ne sont pas précisées par l’empereur qui omet la Dioclée, mais qui note que les Serbes étaient les voisins des Bulgares avec qui ils vécurent en bonne intelligence jusqu’au règne du khan bulgare Pressiyan Ier (r. 836-852) qui tenta d’envahir la Serbie pendant le règne de Vlastimir (r. 836-863), l’arrière-petit-fils de Višeslav,. Le premier « État » serbe que l’on appellera au Moyen Âge « Rascie »  était donc situé au sud de la Serbie moderne et au Monténégro, comprenant les territoires le long des rivières Lim et Piva, l’embouchure de la Neretva (appelée Pagania), Zahumlje, Trebinje et Konavli, avec comme centre l’actuelle Novi Pazar.
Constantin Porphyrogénète reconnait qu’à partir de Michel II le Bègue, le pouvoir romain sur la province de Dalmatie se restreignit à quelques villes le long de la côte.  Les Serbes, plus ou moins indépendants, formaient alors une confédération de communautés villageoises appelées župe (sing. župa) dirigées par un chef ou comte appelé župan. Ces derniers se rapportaient au prince (knez) ou roi (kralj) à qui ils devaient aide et assistance en temps de guerre,. Pour sa part, Constantin VII utilise le terme d’archonte (αρχών ) pour désigner ce prince . L’empereur mentionne également que lorsqu’un prince mourait, il avait pour successeur son fils, puis son petit-fils, etc.

## Višeslav et son temps

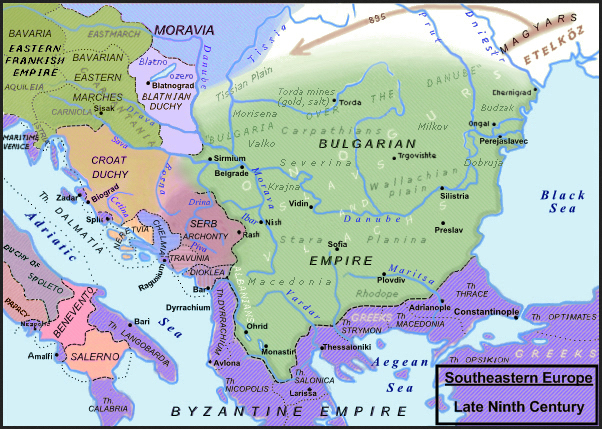
L’Europe du Sud-Est à la fin du IX.

Après avoir décrit l’installation des Serbes dans leur nouveau territoire, Constantin passe sous silence un nombre indéterminé d’années avant de continuer : « Et après quelques années apparut parmi eux Boiseslav (Βοϊσέσθλαβος = Višeslav), puis Rodoslav, puis Prosigois, puis Blastimer », Višeslav devenant ainsi le premier souverain serbe nommément désigné. 
On ne sait pratiquement rien de la vie de Višeslav sauf qu’il dut résister aux Bulgares. En dépit de l’affirmation de Constantin à l’effet que Slaves et Bulgares vivaient en bon voisinage, l’expansion vers l’ouest du khanat bulgare devait entrainer des migrations massives en Illyrie; en 762, plus de 200 000 personnes auraient fui en territoire byzantin d’où elles furent relocalisées en Asie mineure. Le khan Telerig (r. 768-777) voulant en 774 recoloniser les territoires désertés envoya une armée de douze mille hommes s’emparer de la région de Berzétie en Macédoine et transplanter leurs habitants slaves et valaques en Bulgarie. Feignant de préparer une campagne militaire contre les Arabes, l’empereur Constantin V (r. 714 – 775) gagna les Balkans avec trente mille soldats d'élite et défit les Bulgares lors de la bataille de Lithosoria en octobre 773.
D’autres évènements se produisirent au cours du règne de Višeslav sans que l’on sache jusqu’à quel point il y fut associé. 
Au nord de la Serbie, la Croatie était divisée en deux territoires, chacun régi par son propre prince : la Croatie pannonienne plus au centre du continent et la Croatie dalmatienne le long de la côte. Charlemagne avait entrepris à partir de 791 une vaste campagne contre les Avars. En 803, ses troupes avançaient en Dalmatie byzantine  suivies de près par des missionnaires francs sous la juridiction du métropolite d’Aquilée.  Dubrovnik, comme d’autres iles ou cités fortifiées de la côte (Kotor, Split, Trogir, Zadar…) était théoriquement sous suzeraineté byzantine mais ces villes s’administraient elles-mêmes et avaient peu de contacts avec Constantinople. Seule, Dyrrachium (en italien Durazzo, aujourd’hui Durrës en Albanie) au sud avait une véritable présence byzantine et constituait la base d’activité byzantine pour l’Adriatique .  
En dehors de ces villes ou iles, le territoire était gouverné par un prince (knez) également appelé Višeslav (vers 800 – vers 810) dont la capitale était Nin, ville portuaire située près de Zadar ; on croit qu’il était chrétien et peut-être allié des Francs. Il régnait sur un territoire allant de l’intérieur de l’Adriatique jusqu’à la rivière Vrba et de l’actuelle ville de Rijeka jusqu’à Cetina. Il est possible qu’il ait réussi à réunir ces territoires grâce à l’aide des Francs. Après le décès de Višeslav, son fils, Borna, appelé « dux Dalmatiae » dans les chroniques d’Éginhard vers 818, accepta de se reconnaitre vassal de Charlemagne. Après la mort de Charlemagne en 814,  ressentant la domination franque, certains chefs croates dont le prince Ljudevit (vers 810 – 823) de Basse-Panonnie(en latin : Pannonia inferior, aujourd’hui en Croatie centrale; capitale Sizak) se révoltèrent contre eux. Une certaine rivalité semblait exister entre Borna et Ljudevit,. Ljudevit réussit à défaire deux petites armées envoyées contre lui en 820 et 821, mais fut battu par une plus importante armée franque en 822 laquelle rétablit la suzeraineté franque à la fois en Pannonie et sur la côte dalmate. Toutefois, l’année suivante, une armée plus importante força Ljudevit à s’enfuir chez les Serbes, si bien que les deux Croatie se retrouvèrent sous la suzeraineté franque. Le successeur de Borna, Vladislav (821 – vers 835), invita Ljudevit à revenir à Nin où il mourut assassiné en 823.
Les relations entre Charlemagne et l’Empire byzantin avaient entretemps fait l’objet d’un accord en 803 qui ne sera toutefois confirmé qu’en 814. À la poursuite des Avars, les armées franques s’étaient avancées dans la province byzantine de Dalmatie où la plupart des tribus slaves qui y étaient installées se considéraient croates et étaient gouvernés par des žoupans croates au nord de Dubrovnik, alors que les tribus plus au sud allant jusqu’au petit thème byzantin de Dyrrachium  se considéraient comme serbes . Par ce traité, Nicéphore Ier (r. 802 – 811) reconnaissait à Charlemagne le titre impérial tout en se réservant celui d’ « empereur des Romains ». Par ailleurs la Croatie dalmate demeurait entre les mains des Francs, alors que Constantinople conservait les cités et iles qui lui avaient appartenu dans le passé. Toutefois les frontières entre ces villes byzantines et la campagne slave étaient loin d’être bien définies et Léon V (r. 813 – 820) enverra une ambassade à Aix-la-Chapelle pour clarifier les choses en 817 avec Louis le Pieux (r. 813 – 840).

## De Višeslav à Vlastimir, les premiers Vlastimirović

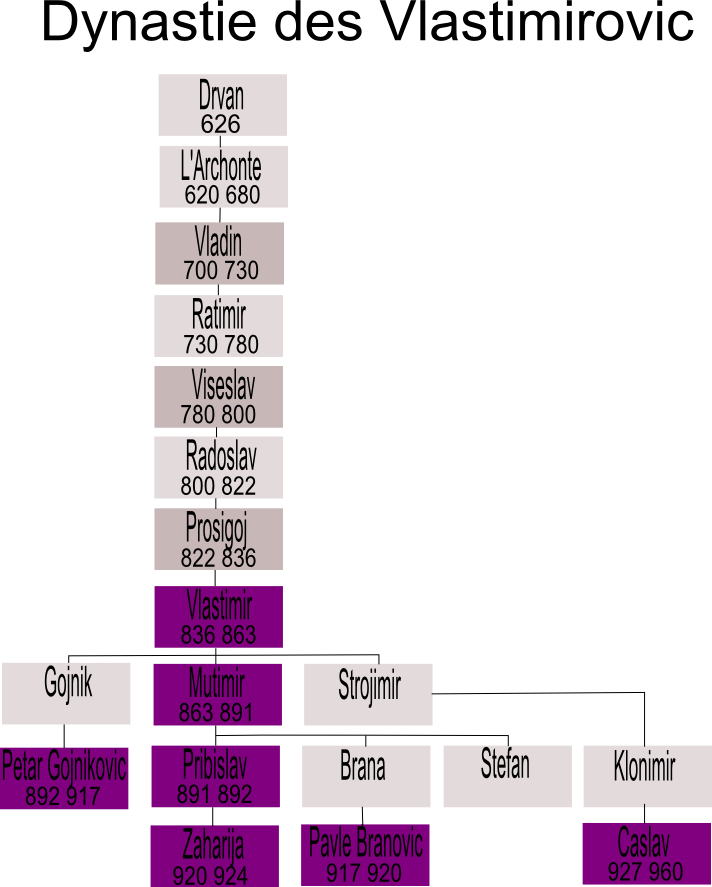
Dynastie des Vlastimirović.

On ignore la date de la mort de Višeslav; on sait seulement que son fils Radoslav lui succéda; c’est probablement sous son règne que se déroula la révolte de Ljudovit. Radoslav fut à son tour remplacé par son fils, Prosigoj qui régna vers 822-836.  Le fils de Prosigoj, Vlastimir (vers 830 – vers 851) devait fonder la première dynastie serbe, celle des Vlastimirović.
- 626 : Drvan, prince de la Serbie blanche, aujourd'hui en Allemagne (Lusace, Sorabe)
- 620-680 : le prince de Serbie Blanche, premiers souverains serbes dans les Balkans
- vers 780 : Višeslav
- Début de l'an 800 Radoslav (fils de Višeslav)
- 822 Ljudevit Posavski
- 822-836 Prosigoj, prince, fils de Radoslav
- 836-863 Vlastimir, prince, fils de Prosigoj,
- 863-891 Mutimir, prince, fils de Vlastimir.